# San Colombano Belmonte
San Colombano Belmonte és un comune (municipi) de la ciutat metropolitana de Torí, a la regió italiana del Piemont, situat a uns 35 quilòmetres al nord de Torí. A 1 de gener de 2019 la seva població era de 354 habitants.
San Colombano Belmonte limita amb els següents municipis: Cuorgnè, Canischio i Prascorsano.